# Cestius versicolor
Cestius versicolor är en insektsart som beskrevs av William Lucas Distant 1908. Cestius versicolor ingår i släktet Cestius och familjen dvärgstritar. Inga underarter finns listade i Catalogue of Life.